# Can Vilà (Tiana)
Can Vilà és una masia gòtica de Tiana (Maresme) protegida com a bé cultural d'interès local.

## Descripció
És un edifici civil, una masia formada per una planta baixa i un pis, coberta per una teulada a dos vessants i amb el carener perpendicular a la façana. Destaca especialment pel portal d'arc de mig punt dovellat, que no correspon a l'eix central de la façana, i per la finestra gòtica treballada en forma d'arc conopial. Entre els annexos adossats a l'antic edifici destaca el de la part posterior, construït amb maçoneria i que resulta interessant per la perfecta adaptació al desnivell del terreny, cobert a dos vessants, un dels quals desproporcionadament llarg.

## Història
Sembla que la primera notícia coneguda sobre Can Vilà data de l'any 1300 i que l'any 1777 fou reformada.